# 俠盜獵魔
《俠盜獵魔》是由Rockstar Games開發的潛行類遊戲，也是《俠盜獵魔》系列的第一款作品。本作於2003年11月18日推出PlayStation 2版，隨後2004年4月20日推出Xbox和PC版。續作《俠盜獵魔2》於2007年10月29日推出。根據Take-Two Interactive統計，截至2008年3月26日，這個系列已經賣出了1,700萬份。
中文遊戲名稱唯一與原文有關聯性就只有「獵」，而「俠盜」只是讓玩家想起同公司開發的《俠盜獵車手》而已。而遊戲一推出因為暴力血腥而在各國備受爭議，甚至還引發社會案件。

## 遊戲介紹
遊戲的唯一宗旨就是殺人，但是與《刺客任務》等潛行類遊戲不同的是，《刺客任務》的宗旨是暗殺，而這款遊戲是虐殺。在遊戲裡，玩家可以拿鐵勾、鋸子、破酒瓶虐殺敵人，而要從背後偷襲才能看虐殺片段，在背後偷襲之前先慢慢靠近敵人集氣，集氣越多，畫面越激烈。
遊戲分為三段處決和環境處決，一級處決就只是的全力一擊，而環境處決就是利用周遭的環境取處決敵人，像是高空落下等等。

## 負面影響
這部遊戲引起的負面影響比《俠盜獵車手》還要早2年，英國一名17歲少年沃倫·勒布朗（Warren Leblanc）在2004年7月殺害14歲友人斯特凡·帕凱拉（Stefan Pakeerah），而且手段與遊戲中的殘忍片段相同。7月28日被當地法院以謀殺罪判處終身監禁。受害者家屬認為這部遊戲是導致這起謀殺案的導火線。
死者母親表示曾聽兇手的一些朋友說他迷上這個遊戲，而死者父親派屈克·帕奇拉也表示雖然他不玩這種電腦遊戲，但是如果它影響小孩甚至做出跟兇手一樣的行為的話，身為家長的各位不希望它出現販售店的架子上。醫學研究人員吉塞爾女士則表示按照遊戲網站的說法，這並不是電腦遊戲，而是一個心理測驗，如果他沒辦分辨遊戲與真實世界的差別，那對他來說，這條界線是模糊的。